# روزهای آتش
روزهای آتش نام یک مجموعهٔ تلویزیونی ایرانی به کارگردانی «ابراهیم کیهانی» است که در سال ۱۳۷۱ تولید و از شبکه ۱ سیمای جمهوری اسلامی ایران  پخش گردید.

## خلاصه داستان
این مجموعه تلویزیونی درباره یک دانش آموز رزمنده است که پس از اعزام به جبهه مجروح شده و به‌عنوان یک جانباز به مدرسه باز می‌گردد. رابطه او با هم‌کلاسی‌ها و آموزگاران و مرور خاطراتش از روزهایِ حضور در جبهه، دستمایه این مجموعه است.

## بازیگران و عوامل تولید

### بازیگران
- علی جلیلی‌باله
- محسن جهانبانی
- محسن رشیدعلی‌پور
- مهدیه سلیمی
- قاسم دهقان[۲]

### عوامل تولید
- تهیه‌کننده و کارگردان: ابراهیم کیهانی
- فیلمنامه: حسین خورشیدی
- تصویربردار: ناصر محمودکلایه
- تدوین: ابراهیم کیهانی
- موسیقی: محمد میرزمانی[۳]
- فرمت تصویر: ۱۶ میلیمتری
- محصول: گروه جنگ شبکه ۱ سیمای جمهوری اسلامی ایران
- سال تولید: ۱۳۷۱